# Wahid Faghir
Wahidullah Faghir (Vejle, 29 de julio de 2003), más conocido como Wahid Faghir, es un futbolista danés que juega como delantero para el Vejle Boldklub de la Superliga de Dinamarca.

## Trayectoria
Nació en Vejle, región de Dinamarca del Sur, de padres afganos que huyeron a Dinamarca del gobierno Talibán.
Comenzó su carrera futbolística con la academia juvenil Vejle Boldklub en 2009 y firmó su primer contrato juvenil oficial en octubre de 2018 a los 15 años. Al firmar, el jefe de juveniles de Vejle, Steen Thychosen, declaró que "hay un poco de 'Zlatan' [Ibrahimović] en él, porque se desempeña con una indomable confianza en sí mismo en los entrenamientos y los partidos".
El 13 de junio de 2020 hizo su primera aparición profesional con el Vejle Boldklub, sustituyendo a Lucas Jensen en el minuto 23 en un partido contra Kolding IF. El 14 de septiembre de 2020 debutó en la Superliga danesa en un partido contra el Aarhus GF.
El 31 de agosto de 2021 se convirtió en la venta más cara en la historia del club tras ser traspasado al VfB Stuttgart. Un año después regresó a Dinamarca para jugar cedido en el F. C. Nordsjælland. Disputó 19 partidos y a su vuelta a Alemania fue prestado al SV Elversberg.
El 12 de julio de 2025 se hizo oficial su vuelta al Vejle Boldklub firmando por tres temporadas.

## Selección nacional
Ha jugado internacionalmente para Dinamarca en las categorías sub-16, sub-17, sub-18 y sub-21.

## Estadísticas

### Clubes
Actualizado al último partido disputado el 14 de mayo de 2023.
| Club                         | Div.          | Temporada     | Liga  | Liga  | Copas nacionales | Copas nacionales | Copas internacionales | Copas internacionales | Total | Total |
| Club                         | Div.          | Temporada     | Part. | Goles | Part.            | Goles            | Part.                 | Goles                 | Part. | Goles |
| ---------------------------- | ------------- | ------------- | ----- | ----- | ---------------- | ---------------- | --------------------- | --------------------- | ----- | ----- |
| Vejle Boldklub Dinamarca     | 2.ª           | 2019-20       | 10    | 3     | 0                | 0                | ―                     | ―                     | 10    | 3     |
| Vejle Boldklub Dinamarca     | 1.ª           | 2020-21       | 26    | 6     | 3                | 0                | ―                     | ―                     | 29    | 6     |
| Vejle Boldklub Dinamarca     | 1.ª           | 2021-22       | 7     | 2     | 0                | 0                | ―                     | ―                     | 7     | 2     |
| Vejle Boldklub Dinamarca     | Total club    | Total club    | 43    | 11    | 3                | 0                | 0                     | 0                     | 46    | 11    |
| VfB Stuttgart II · Alemania  | 4.ª           | 2021-22       | 8     | 4     | ―                | ―                | ―                     | ―                     | 8     | 4     |
| VfB Stuttgart II · Alemania  | Total club    | Total club    | 8     | 4     | 0                | 0                | 0                     | 0                     | 8     | 4     |
| VfB Stuttgart · Alemania     | 1.ª           | 2021-22       | 6     | 1     | 1                | 0                | ―                     | ―                     | 7     | 1     |
| VfB Stuttgart · Alemania     | Total club    | Total club    | 6     | 1     | 1                | 0                | 0                     | 0                     | 7     | 1     |
| F. C. Nordsjælland Dinamarca | 1.ª           | 2022-23       | 16    | 4     | 2                | 0                | ―                     | ―                     | 18    | 4     |
| F. C. Nordsjælland Dinamarca | Total club    | Total club    | 16    | 4     | 2                | 0                | 0                     | 0                     | 18    | 4     |
| SV Elversberg · Alemania     | 2.ª           | 2023-24       | 0     | 0     | 0                | 0                | ―                     | ―                     | 0     | 0     |
| SV Elversberg · Alemania     | Total club    | Total club    | 0     | 0     | 0                | 0                | 0                     | 0                     | 0     | 0     |
| Total carrera                | Total carrera | Total carrera | 73    | 20    | 6                | 0                | 0                     | 0                     | 79    | 20    |

## Palmarés

### Campeonatos nacionales
| Título           | Club          | País     | Año  |
| ---------------- | ------------- | -------- | ---- |
| Copa de Alemania | VfB Stuttgart | Alemania | 2025 |